# Piero Sfiligoi
Piero Sfiligoi (Palmanova, 3 de junio de 1994) es un deportista italiano que compitió en remo.
Ganó una medalla de oro en el Campeonato Mundial de Remo de 2017 y una medalla de plata en el Campeonato Europeo de Remo de 2017, ambas en la prueba cuatro sin timonel ligero.
Además, obtuvo una medalla de plata en el Campeonato Mundial de Remo de Mar de 2016.

## Palmarés internacional
| Campeonato Mundial | Campeonato Mundial        | Campeonato Mundial | Campeonato Mundial        |
| Año                | Lugar                     | Medalla            | Prueba                    |
| ------------------ | ------------------------- | ------------------ | ------------------------- |
| 2017               | Sarasota (Estados Unidos) | Medalla de oro     | Cuatro sin timonel ligero |
| Campeonato Europeo |                           |                    |                           |
| Año                | Lugar                     | Medalla            | Prueba                    |
| 2017               | Račice (República Checa)  | Medalla de plata   | Cuatro sin timonel ligero |